# Tulum (municipi)
Tulum (del maia, Tu'ul = conell, lum = terra; que vol dir «lloc on la terra de conells») és un municipi nou. Tulum és el cap de municipi i principal centre de població d'aquesta municipalitat. Aquest municipi es troba a la part sud de l'estat de Quintana Roo. Limita al nord amb els municipis de Solidaridad, al sud amb Felipe Carillo Puerto, a l'oest amb l'estat de Campeche i a l'est amb el Carib.